# Sátão
Sátão ist eine Kleinstadt (Vila) und ein Kreis (Concelho) in Portugal mit 11.030 Einwohnern auf einer Fläche von 201,9 km².(Stand 19. April 2021)

## Geschichte und Ortsname
Der Ortsname steht in keiner Verbindung zum Begriff des Satans. Er stammt vermutlich aus der Zeit arabischer Herrschaft, vom Verb santama (etwa „verstopfen“ oder „zuschütten“) oder dem Herrschernamen Zaatam. Sátão war bereits Sitz eines eigenen Kreises, als ihm 1111 unter dem Namen Zalatane der Graf Heinrich von Burgund und die Gräfin Theresia von Kastilien erste Stadtrechte erteilten. In den königlichen Aufzeichnungen war der Ort 1258 als çaatam, und 1527 noch als çaataom vermerkt. In der Renaissance entwickelte sich die Form Satam, aus der die heutige Schreibweise entstand.
Die mittelalterliche Ortsgemeinde im Kreis bestand unter dem Namen Santa Maria do Sátão (heutige Schreibweise) und umfasste die Gebiete der heutigen Gemeinden Avelal, Mioma und Sátão. Ende des 16. Jahrhunderts wurde sie aufgespalten, in die Gemeinde Vila da Igreja, mit den Gemeinden Avelal und Sátão, und die Gemeinde São Pedro de Mioma, getrennt durch den Fluss Vímaro. Erst seit 1951 werden Kreis, Gemeinde und Kleinstadt (Vila) einheitlich unter dem offiziellen Namen Sátão geführt.

## Verwaltung

### Kreis
Sátão ist Verwaltungssitz eines gleichnamigen Kreises (Concelho). Die Nachbarkreise sind (im Uhrzeigersinn im Norden beginnend): Moimenta da Beira, Sernancelhe, Aguiar da Beira, Penalva do Castelo, Viseu sowie Vila Nova de Paiva.
Mit der Gebietsreform im September 2013 wurden mehrere Gemeinden zu neuen Gemeinden zusammengefasst, sodass sich die Zahl der Gemeinden von zuvor zwölf auf neun verringerte.
Die folgenden Gemeinden (Freguesias) liegen im Kreis Sátão:

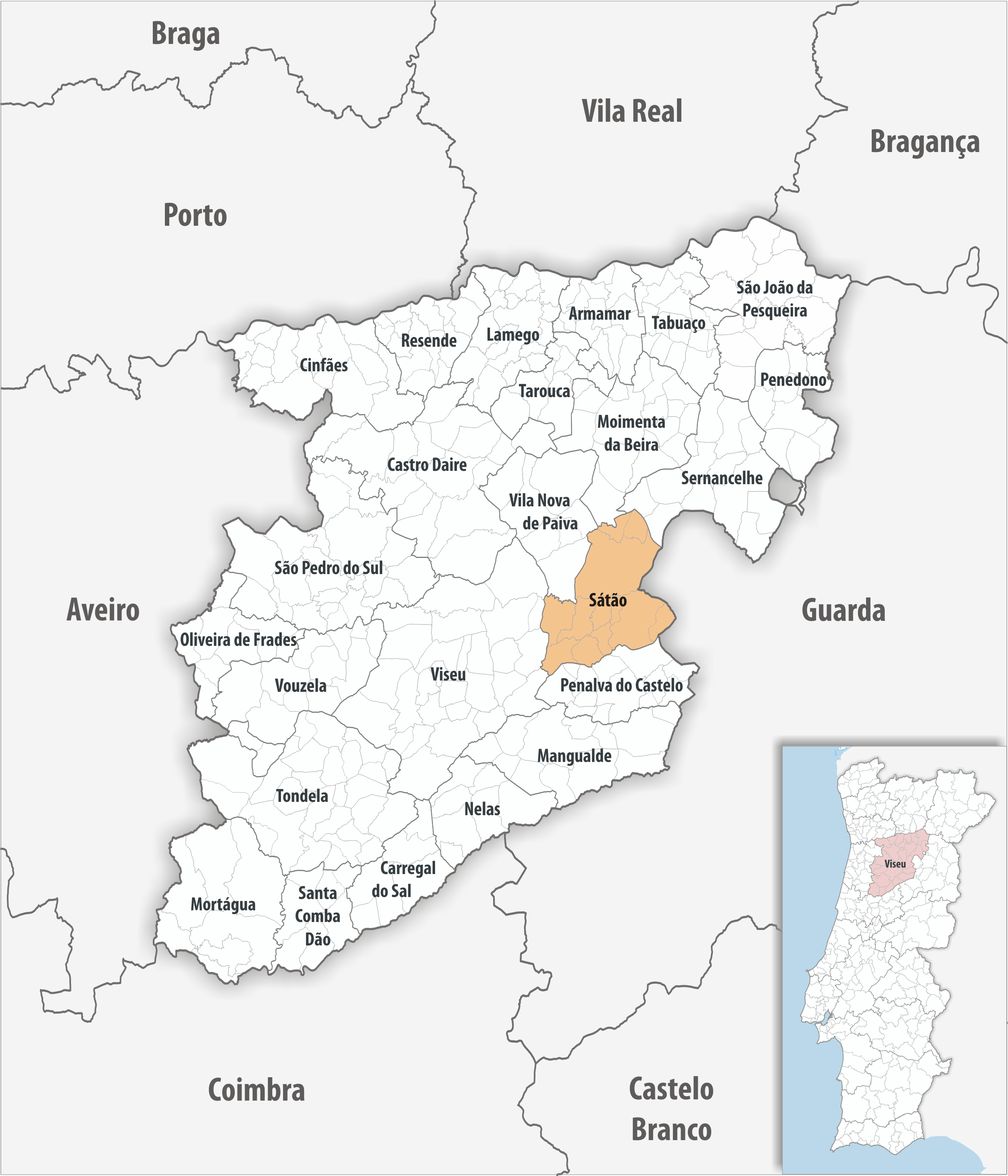
Kreis Sátão

| Gemeinde                      | Einwohner (2021) | Fläche km² | Dichte Einw./km² | LAU- Code |
| ----------------------------- | ---------------- | ---------- | ---------------- | --------- |
| Águas Boas e Forles           | 227              | 15,86      | 14               | 181713    |
| Avelal                        | 489              | 8,15       | 60               | 181702    |
| Ferreira de Aves              | 1.823            | 66,13      | 28               | 181704    |
| Mioma                         | 1.164            | 15,34      | 76               | 181706    |
| Romãs, Decermilo e Vila Longa | 1.062            | 47,07      | 23               | 181714    |
| Rio de Moinhos                | 789              | 11,04      | 71               | 181707    |
| São Miguel de Vila Boa        | 1.226            | 12,89      | 95               | 181709    |
| Sátão                         | 3.825            | 18,57      | 206              | 181710    |
| Silvã de Cima                 | 425              | 6,88       | 62               | 181711    |
| Kreis Sátão                   | 11.030           | 201,93     | 55               | 1817      |

### Bevölkerungsentwicklung
| Einwohnerzahl im Kreis Sátão (1801–2011) | Einwohnerzahl im Kreis Sátão (1801–2011) | Einwohnerzahl im Kreis Sátão (1801–2011) | Einwohnerzahl im Kreis Sátão (1801–2011) | Einwohnerzahl im Kreis Sátão (1801–2011) | Einwohnerzahl im Kreis Sátão (1801–2011) | Einwohnerzahl im Kreis Sátão (1801–2011) | Einwohnerzahl im Kreis Sátão (1801–2011) | Einwohnerzahl im Kreis Sátão (1801–2011) | Einwohnerzahl im Kreis Sátão (1801–2011) |
| ---------------------------------------- | ---------------------------------------- | ---------------------------------------- | ---------------------------------------- | ---------------------------------------- | ---------------------------------------- | ---------------------------------------- | ---------------------------------------- | ---------------------------------------- | ---------------------------------------- |
| 1801                                     | 1849                                     | 1900                                     | 1930                                     | 1960                                     | 1981                                     | 1991                                     | 2001                                     | 2011                                     |                                          |
| 3.416                                    | 9.684                                    | 13.472                                   | 14.892                                   | 16.824                                   | 13.587                                   | 13.342                                   | 13.144                                   | 12.444                                   |                                          |

### Kommunaler Feiertag
- 20. August

### Städtepartnerschaften
- Frankreich: Lescar (seit 1988)
- Frankreich: Les Ulis (seit 2011)[7]

## Verkehr
Die Nationalstraße N229 verbindet Sátão mit der 20 km südwestlich gelegenen Distrikthauptstadt Viseu und den dortigen Anschlüssen an die Autobahnen A24 und A25.
Sátão ist in das landesweite Busnetz der Rede Expressos eingebunden.

## Sport
Der Fußballverein Associação Desportiva de Sátão wurde 1969 gegründet und spielt in Ligen des Distriktverbandes unterhalb der landesweiten dritten Liga, des Campeonato Nacional de Seniores.

## Söhne und Töchter der Stadt
- Eduardo de Sousa Monteiro (1864–1965), Richter, republikanischer Justizminister 1914
- Maria Aurora (1937–2010), Journalistin, Lyrikerin und Autorin, bedeutende Persönlichkeit der Kulturszene Madeiras
- Adelino Teixeira (* 1954), Radrennfahrer, Gewinner der Portugal-Rundfahrt 1977
- Tobias Figueiredo (* 1994), Fußballspieler